# Velika bijela čaplja
Velika bijela čaplja (lat. Ardea alba, Casmerodius albus ili Egretta alba) je vrsta ptice iz porodice čaplji. Mali broj životinjskih vrsta može se pohvaliti takvom elegancijom i ljepotom kao ona. Ova ptica izrazito dugačkog vrata, prekrivena bijelim perjem živi u brojnim kolonijama uvijek u blizini vode, pored bara, močvara i rijeka čije su obale obrasle zelenilom. 

## Opis
Ova ptica dugačka je 54 - 76 centimetara, a teška je do 1100 grama. Hrani se pretežno ribom i sitnim životinjama koje može pronaći u vodi. 
Na njoj je najupadljivije perje na ramenima, mnogo duže i raskošnije nego na ostalim dijelovima tijela, dok joj je perje na potiljku uspravno.

## Razmnožavanje
Velika bijela čaplja gradi svoja gnijezda usred gustog raslinja. To su jednostavne tvorevine od isprepletenih grana i grančica, dovoljno čvrste da prime cijelu ptičju obitelj. 
Poslije sezone parenja ženka snese 3 - 5 svijetlo plavih jaja, ali najčešće četiri. Od trenutka kad izađu iz jaja mladunci su pod neprestanim nadzorom jednog od roditelja koji bdije nad njihovom sigurnošću trudeći se da im stvori najpovoljnije uvjete. Za to vrijeme drugi roditelj odlazi u potragu za hranom, spreman da se, čim se mladunci oglase, vrati spuštajući hranu na dno gnijezda. Nekoliko tjedana kasnije kad napune nešto više od dvadeset dana i dovoljno ojačaju mladunci su sposobni za napuštanje gnijezda i smjeste se na obližnjim granama odakle mogu slobodno izvoditi vježbe letenja. 
Opstanak ove vrste bio je svojevremeno ozbiljno ugrožen zbog raskošnog perja koje su kreatori koristili za ukrašavanje šešira, a ova ptica uspjela se održati samo zahvaljujući visokom natalitetu.

## Vanjske poveznice
|  | Zajednički poslužitelj ima stranicu o temi Ardea alba    |
|  | Zajednički poslužitelj ima još gradiva o temi Ardea alba |
|  | Wikivrste imaju podatke o taksonu Ardea alba             |